# Eric Carlberg
Gustaf Eric Carlberg (* 5. April 1880 in Karlskrona; † 14. August 1963 in Stockholm) war ein schwedischer Sportschütze, Fechter und Pentathlet.

## Erfolge
Eric Carlberg, der für unterschiedliche Vereine in Stockholm startete, nahm zunächst an den Olympischen Zwischenspielen 1906 in Athen teil, wo er in acht Wettkämpfen antrat, dabei aber keine Medaille gewann. Dreimal nahm er an Olympischen Spielen teil, zumeist im Schießen, aber auch vereinzelt im Fechten und einmal im Modernen Fünfkampf. 1908 gab Carlberg in London sein Olympiadebüt. Im Mannschaftswettbewerb mit dem Kleinkalibergewehr im liegenden Anschlag sicherte er sich die Silbermedaille, als er gemeinsam mit seinem Zwillingsbruder Vilhelm Carlberg sowie Frans-Albert Schartau und Johan Hübner von Holst 737 Punkte erzielte und damit hinter Großbritannien und vor Frankreich Zweiter wurde. Darüber hinaus trat er in vier weiteren Disziplinen an, ihm gelang jedoch keine vordere Platzierung. Parallel nahm Carlberg an den Fechtwettbewerben mit dem Degen teil, wo er im Einzel früh ausschied und mit der Mannschaft den fünften Rang belegte. Bei den Olympischen Spielen 1912 in Stockholm gewann er bei Teilnahmen in acht Schieß-Disziplinen insgesamt vier Medaillen. Im Wettbewerb mit dem Kleinkalibergewehr über 25 m auf ein verschwindendes Ziel wurde er in der Mannschaftskonkurrenz neben Gustaf Boivie, Vilhelm Carlberg und Johan Hübner von Holst Olympiasieger. Mit 238 Punkten war er dabei der beste Schütze der Mannschaft. Eine weitere Goldmedaille gewann er in der Mannschaftskonkurrenz mit dem Armeerevolver. Zusammen mit Paul Palén, Vilhelm Carlberg und Johan Hübner von Holst beendete er den Wettkampf vor der russischen und der britischen Mannschaft auf dem ersten Platz. Im liegenden Anschlag über 50 m mit dem Kleinkaliber schloss er die Mannschaftskonkurrenz mit Vilhelm Carlberg, Arthur Nordenswan und Ruben Örtegren ebenso auf dem zweiten Platz ab, wie den Mannschaftswettbewerb mit der Freien Pistole über 50 m an der Seite von Georg de Laval, Vilhelm Carlberg und Erik Boström. Im Fechten belegte er mit der Degen-Mannschaft den vierten Platz, zudem nahm er am Wettbewerb im Modernen Fünfkampf teil, den er jedoch nicht beendete. 1924 ging er in Paris nur noch in der Einzelkonkurrenz mit der Schnellfeuerpistole an den Start und belegte in dieser den 15. Platz.
Carlberg wurde wie sein Zwillingsbruder 1901 Offizier, beide schieden aus dem aktiven Dienst als Major aus. Er heiratete 1924. 1930 wurde er schwedischer Konsul in Teheran, von 1935 bis 1958 war Carlberg dort als finnischer Generalkonsul tätig.